# دقیقه

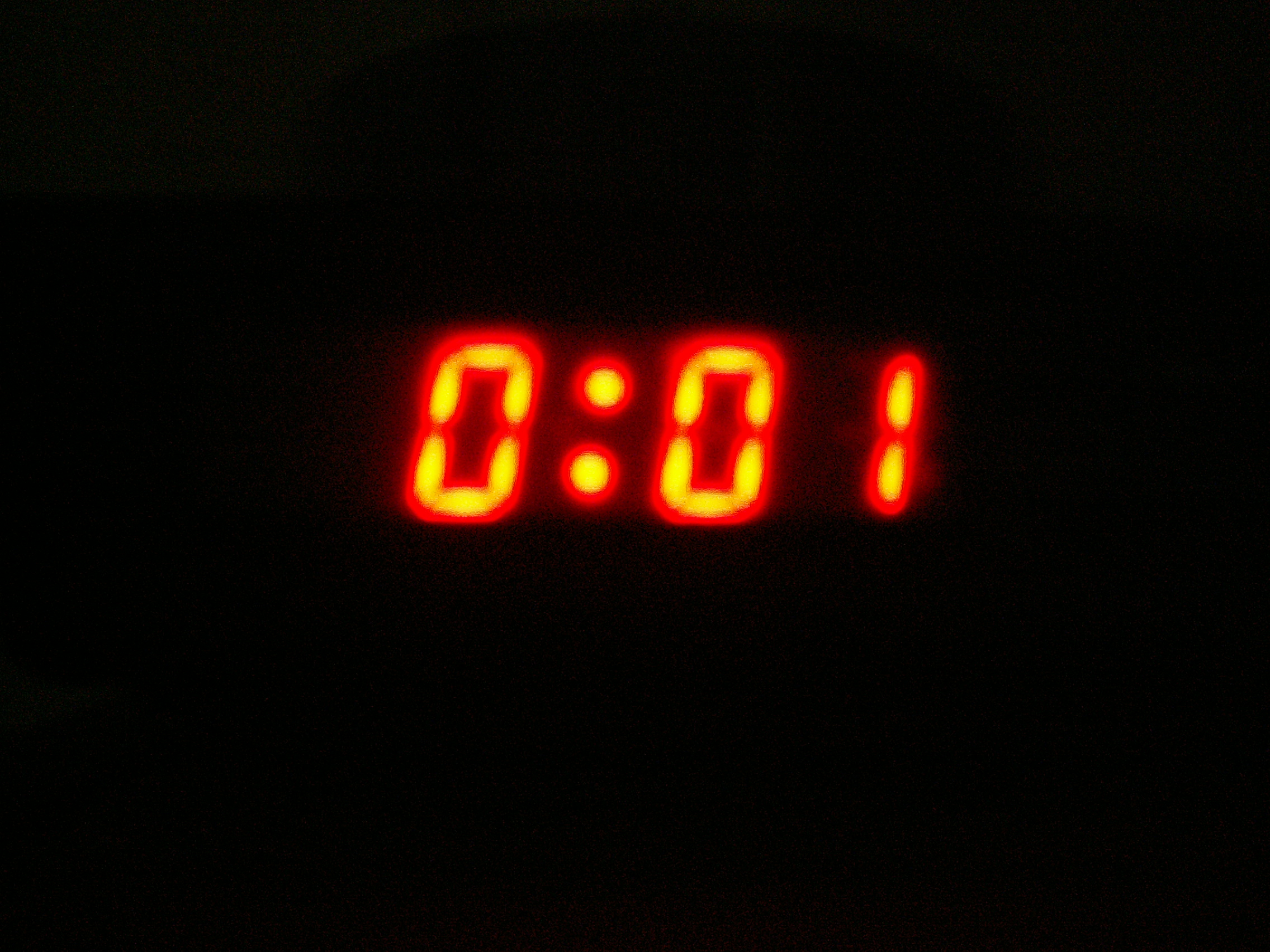
نمایش یک دقیقه در نمایشگرهای دیجیتالی

دقیقه یکای زمان است و برابر با ۶۰ ثانیه و یک شصتم ساعت است. در موارد خیلی نادر دقیقه می‌تواند ۵۹ یا ۶۱ ثانیه باشد که ثانیهٔ کبیسه می‌گویند. دقیقه را با علامت پریم 'مشخص می‌کنند مانند «'۵»، همچنین دقیقه را در فیزیک با «min» نشان می‌دهند.